# 寶島仿刺鎧蝦
寶島仿刺鎧蝦（学名：Munidopsis formosa）为鎧甲蝦科仿刺鎧蝦屬下的一个种。